# Langues nuer-dinka
Pour les articles homonymes, voir Nuer et Dinka.
Les langues nuer-dinka forment un sous-groupe des langues nilotiques. Elles rassemblent les langues parlées par les peuples Dinka et Nuer au Soudan du Sud et en Éthiopie.

## Variétés
Le SIL International, organisme chargé de l'attribution des codes ISO 639-3, et la base de données linguistiques Glottolog recensent sept variétés, :
- sous famille du nuer :
  - nus: le nuer
  - atu: le reel (atuot)
- macro-langue du dinka :
  - dip: le dinka du Nord-Est
  - diw: le dinka du Nord-Ouest
  - dib: le dinka du Sud-Central
  - dks: le dinka du Sud-Est
  - dik: le dinka du Sud-Ouest